# Cun-i
Cun-i (čínsky 遵义, pchin-jinem Zūnyì) je městská prefektura v Čínské lidové republice. Patří k provincii Kuej-čou, má rozlohu 30 764 čtverečních kilometrů a v roce 2003 v ní žilo přes sedm miliónů obyvatel.

## Poloha
Cun-i leží na Jünnansko-kuejčouské vysočině u řeky Siang-ťiang ve výšce zhruba 900 metrů nad mořem.
V rámci provincie hraničí Cun-i na jihozápadě s prefekturou Pi-ťie, na jihu s městskou prefekturou Kuej-jang a autonomními kraji Čchien-nan a Čchien-tung-nan a na východě s prefekturou Tchung-žen.

## Dějiny
Cun-i je známé coby dějiště konference v Cun-i v lednu 1935, která kriticky zhodnotila dosavadní postup Komunistické strany Číny, který v předešlém roce vedl ke ztrátě centrální sovětské oblasti a ústupu čínské Rudé armády na Dlouhém pochodu. Na konferenci byl do nejužšího vedení KS Číny přibrán Mao Ce-tung.

## Administrativní členění
Městská prefektura Cun-i se člení na čtrnáct celků okresní úrovně, a sice tři městské obvody, dva městské okresy, sedm okresů a dva autonomní okresy.
| Chung-chua-kang Chuej-čchuan Po-čou okres · Tchung-c’ okres · Suej-jang okres · Čeng-an autonomní okres · Tao-čen autonomní okres · Wu-čchuan okres · Feng-kang okres · Mej-tchan okres · Jü-čching okres · Si-šuej městský okres · Čch’-šuej městský okres · Žen-chuaj |                      |                       |                    |                                  |
| Název | Název                | Počet obyvatel (2020) | Rozloha km² (2020) | Hustota zalidnění (obyv. na km²) |
| český přepis | znaky                | Počet obyvatel (2020) | Rozloha km² (2020) | Hustota zalidnění (obyv. na km²) |
| Městské obvody |                      |                       |                    |                                  |
| Chung-chua-kang | 红花岗区             | 971 337               | 2 474              | 393                              |
| Chuej-čchuan | 汇川区               | 627 721               | 1 399              | 449                              |
| Po-čou | 播州区               | 761 491               | 1 513              | 503                              |
| Městské okresy |                      |                       |                    |                                  |
| Čch’-šuej | 赤水市               | 247 287               | 1 868              | 132                              |
| Žen-chuaj | 仁怀市               | 655 300               | 1 789              | 366                              |
| Okresy |                      |                       |                    |                                  |
| Tchung-c’ | 桐梓县               | 529 471               | 2 208              | 165                              |
| Suej-jang | 绥阳县               | 379 677               | 2 556              | 149                              |
| Čeng-an | 正安县               | 396 159               | 2 580              | 154                              |
| Feng-kang | 凤冈县               | 304 156               | 1 896              | 160                              |
| Mej-tchan | 湄潭县               | 372 865               | 1 865              | 200                              |
| Jü-čching | 余庆县               | 223 952               | 1 620              | 138                              |
| Si-šuej | 习水县               | 584 947               | 3 061              | 191                              |
| Autonomní okresy |                      |                       |                    |                                  |
| Tao-čen (kelaoský a miaoský) | 道真仡佬族苗族自治县 | 243 846               | 2 156              | 113                              |
| Wu-čchuan (kelaoský a miaoský) | 务川仡佬族苗族自治县 | 308 466               | 2 784              | 111                              |
| |                      |                       |                    |                                  |
| Celkem | Celkem               | 6 606 675             | 30 767             | 215                              |